# 比利亚雷亚尔-德乌雷丘阿
比利亚雷亚尔-德乌雷丘阿（西班牙語：Villarreal de Urrechua）是西班牙巴斯克自治区吉普斯夸省的一个市镇。总面积8平方公里，总人口6550人（2001年），人口密度819人/平方公里。